# Таха, Рашид
Рашид Таха (араб. رشيد طه‎;18 сентября 1958, Сиг, провинция Маскара, Алжир — 12 сентября 2018, Париж, Франция) — алжирский композитор и исполнитель.

## Биография
Родился 18 сентября 1958 года.
Работал совместно с Халедом, Фоделем, Шеб Мами, Каха Бери (Kaha Beri), Брайаном Ино (Brian Eno), Хоссамом Рамзи (Hossam Ramzy), Кристианом Оливье (Christian Olivier) и многими другими.
Рашид Таха скончался от сердечного приступа в ночь на 12 сентября 2018 года в возрасте 59 лет.